# Mons Dieter
Mons Dieter – góra na niewidocznej stronie Księżyca, wewnątrz krateru King. Jej średnica to 20 km. Nazwa, nadana w 1976 roku pochodzi od niemieckiego imienia męskiego Dieter.
Mons Dieter leży na południowy zachód od Mons Dilip.